# Kartkówka
Kartkówka – krótka klasówka, obejmująca niewielką, ograniczoną część materiału, obowiązująca w szkołach na poziomach: szkoły podstawowej, liceum i technikum. Nazwa pochodzi od tego, że kartkówki zazwyczaj pisze się na kartkach wyrywanych z zeszytu. Zwykle trwa od 5 do 15 minut i dotyczy zakresu tematycznego z poprzedniej lekcji. Zwykle jest niezapowiedziana, przez co w wielu szkołach oceny z kartkówek są równoważne ocenom z odpowiedzi ustnej. Statut szkoły powinien precyzować pojęcie kartkówki, czas jej trwania i zakres materiału. W razie braku takich zapisów m.in. samorząd uczniowski może wnioskować do dyrektora szkoły o doprecyzowanie tego terminu.
Odpowiednikiem studenckim mogłaby być tak zwana wejściówka, kartkówka na początku ćwiczeń, ale w przeciwieństwie do kartkówki, wejściówka może decydować o dalszym udziale w ćwiczeniach, a także o obecności na nich.